# Stoperce
Stoperce este o localitate din comuna Majšperk, Slovenia, cu o populație de 215 locuitori.